# Поппе, Гвидо
Гвидо Поппе (Guido T. Poppe; род. 11 сентября 1954, Ауденарде, Восточная Фландрия) — бельгийский малаколог, известный продавец раковин моллюсков и автор более 20 книг и публикаций о моллюсках в основном, о семействах Volutidae и Trochidae.

## Биография
Родился 11 сентября 1954 года в семье рыбака, занимающегося спортивной рыбалкой. Увлечение морем и морскими организмами у Гвидо возникло ещё в детстве, во время ежегодного отпуска его семьи в Бретани (Франция) и дайвинга в этих водах в 1968 году. В 2003 году он переехал из Бельгии на Филиппины.

## Научная деятельность
Занимается дайвингом во многих частях мира, в холодных европейских водах и во многих тропических морях. За его плечами более 6000 подводных погружений, в ходе которых он собрал обширную коллекцию фотографий моллюсков.
Он открыл более 1000 новых видов моллюсков и описано более 230 из них, в основном, из семейств Volutidae и Trochidae и Филиппинской малакофауны. Всемирный реестр морских видов уже содержит 199 морских видов, названных Поппе. Более 30 видов моллюсков были названы в честь него.
В июле 2004 года Поппе создал вместе со своим сыном Филиппом Поппе журнал, «Visaya», специализирующийся на систематике моллюсков.

## Коллекционер
Как коллекционер он собрал крупнейшую в мире частную конхологическую коллекцию, отдельные части которой в настоящее время размещены в престижных музеях по всему миру:
- Эстетическая коллекция — Национальный музей естественной истории (Париж)
- Коллекция европейских видов — Bailey-Matthews Shell Museum, Флорида
- Коллекция видов семейства Trochidae — Muséum d’Histoire Naturelle de la ville de Geneve, Женева
- Генеральная коллекция — Koninklijk Belgisch Instituut voor Natuurwetenschappen, Брюссель
- Фаунистическая коллекция брюхоногих моллюсков фауны Филиппинских островов. Коллекция содержит более 21 000 экземпляров, из которых более 1500 являются новыми для науки. В настоящее время она является не только крупнейшей коллекцией в мире, которая полностью задокументирована и оцифрована, но также единственной крупной коллекцией, которая доступна из интернета.